# 110 v. Chr.
Portal Geschichte | Portal Biografien | Aktuelle Ereignisse | Jahreskalender | Tagesartikel

◄ |
3. Jahrhundert v. Chr. |
2. Jahrhundert v. Chr. |
1. Jahrhundert v. Chr. |
►

◄ | 130er v. Chr. | 120er v. Chr. | 110er v. Chr. | 100er v. Chr. |
90er v. Chr. |
►

◄◄ | ◄ | 113 v. Chr. | 112 v. Chr. | 111 v. Chr. | 110 v. Chr. |
109 v. Chr. |
108 v. Chr. |
107 v. Chr. |
► |
►►
Staatsoberhäupter

## Ereignisse

### Politik und Weltgeschehen
- Jugurthinischer Krieg: Der numidische König Jugurtha schlägt eine römische Armee unter Aulus Postumius Albinus.
- Vorübergehender Regierungswechsel zwischen Ptolemaios IX. und seinem Bruder Ptolemaios X. in Ägypten.

- um 110 v. Chr.: Die Himyaren begründen das letzte der antiken Königreiche im Jemen. Das Zentrum befindet sich in der im jemenitischen Hochland gelegenen Stadt Zafar mit der Königsburg Raydan in 2800 Metern Höhe etwa 14 Kilometer südöstlich der heutigen Provinzstadt Yarīm. Da sich das neue Reich abseits der Weihrauchstraße befindet, expandiert es zur Küste, um den Seehandel am Ausgang des Roten Meeres kontrollieren zu können.

### Wissenschaft und Technik
- Antiochos von Askalon beginnt mit seinem Studium an der Platonischen Akademie in Athen und wird Schüler des Philon von Larisa.

## Geboren
- Titus Pomponius Atticus, römischer Ritter († 32 v. Chr.)
- um 110 v. Chr.: Lucius Iulius Caesar, römischer Politiker († um 40 v. Chr.)
- um 110 v. Chr.: Marcus Petreius, römischer Politiker und Feldherr († 46 v. Chr.)
- um 110 v. Chr.: Philodemos von Gadara, griechischer Philosoph († um 40 v. Chr.)
- um 110 v. Chr.: Ptolemaios XII., ägyptischer König († 51 v. Chr.)
- um 110 v. Chr.: Lucius Volcacius Tullus, römischer Politiker († nach 49 v. Chr.)

## Gestorben
- um 110 v. Chr.: Panaitios von Rhodos, griechischer Philosoph und Begründer der mittleren Stoa (* um 180 v. Chr.)
- 110/109 v. Chr.: Kleitomachos, hellenistischer Philosoph (* 187/186 v. Chr.)